# Santiago Nonualco
Pour les articles homonymes, voir Santiago (homonymie).
Santiago Nonualco est une municipalité du département de La Paz au Salvador.